# Cryptocarya yunnanensis
Cryptocarya yunnanensis H.W.Li – gatunek rośliny z rodziny wawrzynowatych (Lauraceae Juss.). Występuje naturalnie w południowych Chinach – w południowej części Junnanu. 

## Morfologia
KwiatySą zebrane w wiechy.
OwoceMają jajowaty kształt, są nagie, osiągają 1,6 cm długości i 1,2 cm szerokości.
Gatunki podobneRoślina jest podobna do gatunku C. hainanensis, lecz różni się od niego kształtem kwiatostanów. Ma także mniejsze owoce.

## Biologia i ekologia
Rośnie w wiecznie zielonych lasach oraz na brzegach rzek. Występuje na wysokości od 500 do 1100 m n.p.m. Kwitnie od marca do kwietnia, natomiast owoce dojrzewają od maja do czerwca.